# Kreuth
Kreuth este o comună din landul Bavaria, Germania.